# St. Josef (Baiersdorf)

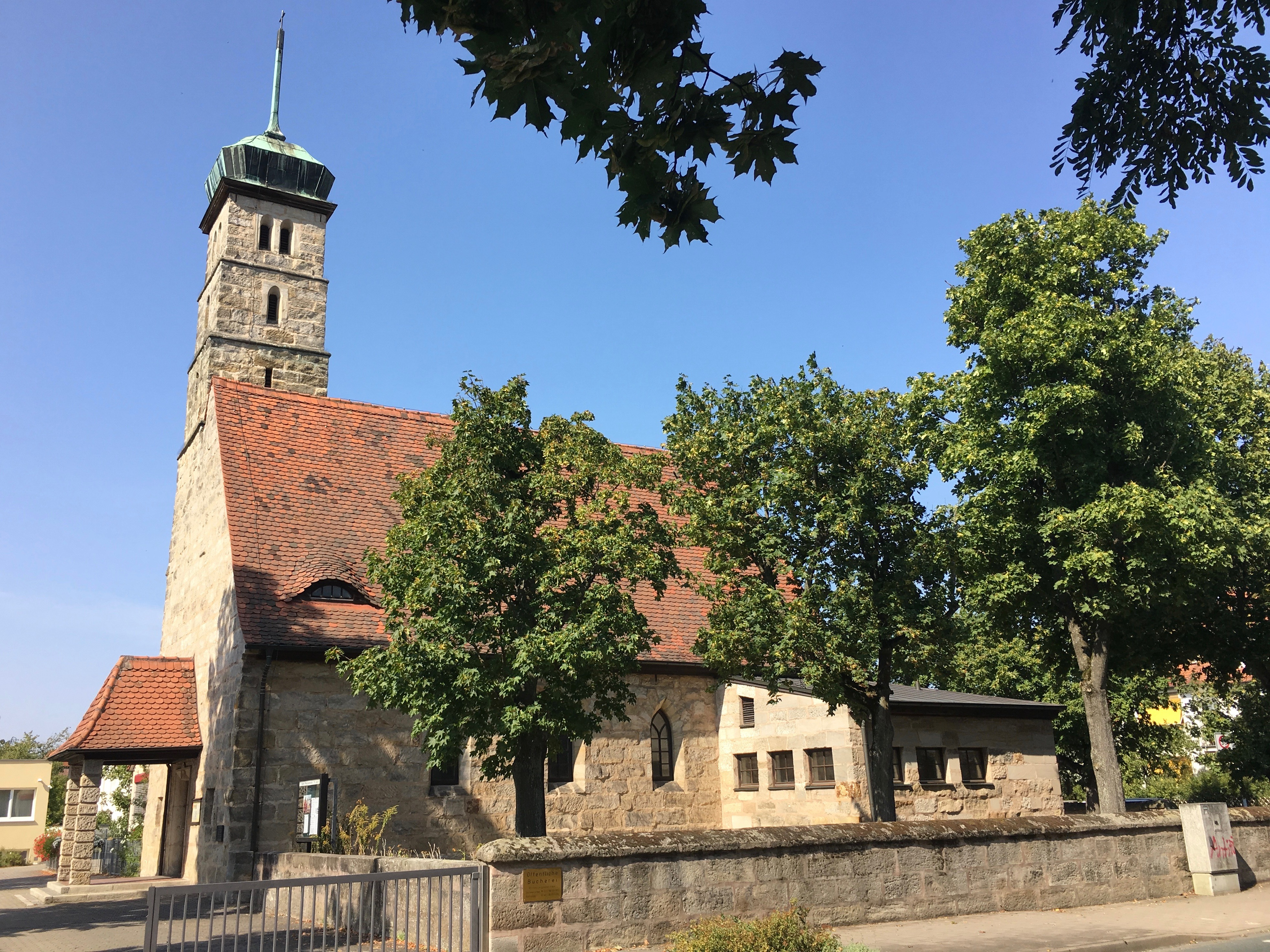
St. Josef (Baiersdorf)

Die alte römisch-katholische Pfarrkirche St. Josef ist ein denkmalgeschütztes Kirchengebäude, das in der Stadt Baiersdorf im Landkreis Erlangen-Höchstadt in (Mittelfranken, Bayern) steht. Das Bauwerk ist unter der Denkmalnummer D-5-72-115-9 als Baudenkmal in die Bayerische Denkmalliste eingetragen. Die Kirchengemeinde gehört zum Seelsorgebereich Erlangen-Nordost im Erzbistum Bamberg.

## Geschichte
Am 5. September 1924 war der Baubeginn, am 6. Oktober 1924 Grundsteinlegung und am 21. Juni 1925 die Einweihung. Bis zum Jahre 1965, als nebenan ein größerer Neubau errichtet wurde, diente die Kirche der katholischen Gemeinde als Gotteshaus. 1978 erfolgte der Umbau der Kirche mit einem Anbau von Nebenräumen zum heutigen Turmsaal. Er wird für kirchliche, kulturelle oder gesellschaftliche Veranstaltungen genutzt.

## Beschreibung
Die neugotische Saalkirche wurde 1925 nach einem Entwurf von Fritz Fuchsenberger aus Quadermauerwerk gebaut. Der asymmetrisch gestellte quadratische Kirchturm ist mit einer ungewöhnlichen Haube bedeckt. Das Satteldach des Kirchenschiffs hat Fledermausgauben.